# Flora (palác)
Palác Flora je původně víceúčelová budova (hotel, kino, vinárna, kavárna) z 20.–30. let 20. století na pražských Vinohradech, na rohu Orlické a Vinohradské ulice. Byla navržena architektem Aloisem Kroftou a dnes patří Všeobecné zdravotní pojišťovně.

## Historie budovy a vlastníci
Architekt Krofta byl v době otevření nejen projektantem, ale i majitelem. S původním účelem byl objekt provozován i po znárodnění v roce 1948. V roce 1990 byla budova uzavřena a během pětiletého období restitučních sporů chátrala. Potomkům architekta Krofty byla navrácena v restituci v roce 1995. Od nich ji v roce 1998 odkoupila ve zdevastovaném stavu Všeobecná zdravotní pojišťovna. Ke kupní ceně 150 miliónů Kč bylo nutno investovat dalších 241,5 miliónů Kč do komplexní rekonstrukce. Budova je nyní využívána pro potřeby pojišťovny. Rekonstrukce proběhla pod dohledem památkářů.

## Architektura
Jedná se o významný příklad meziválečné architektury – monumentálně navrženou stavbu architekta Aloise Krofty. Byla vystavěna ve dvou etapách, které proběhly v letech 1926 a 1935. Architekt použil jako výrazný prvek zaoblená nároží, využil motivy obloučkového slohu a art deco i klasických prvků.

## Původní využití

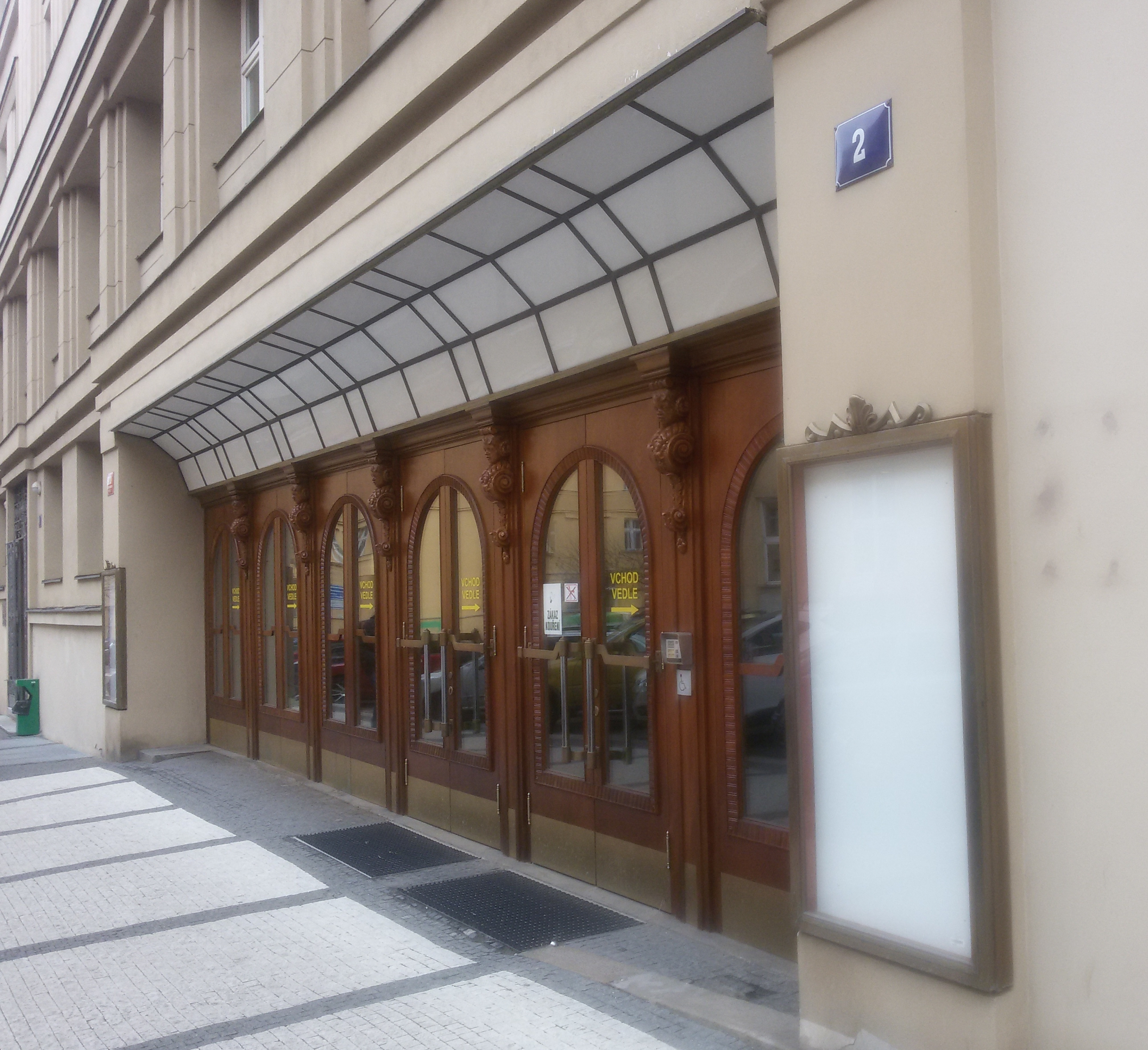
Vchod do bývalého kina Flora (dnes uzavřeno)

Uvedení do provozu bylo oznámeno v tisku dvoustránkovou inzertní přílohou dne 14. března 1928. V ní byl objekt podrobně popsán a uvedeny firmy, které se na výstavbě podílely.

### Kino

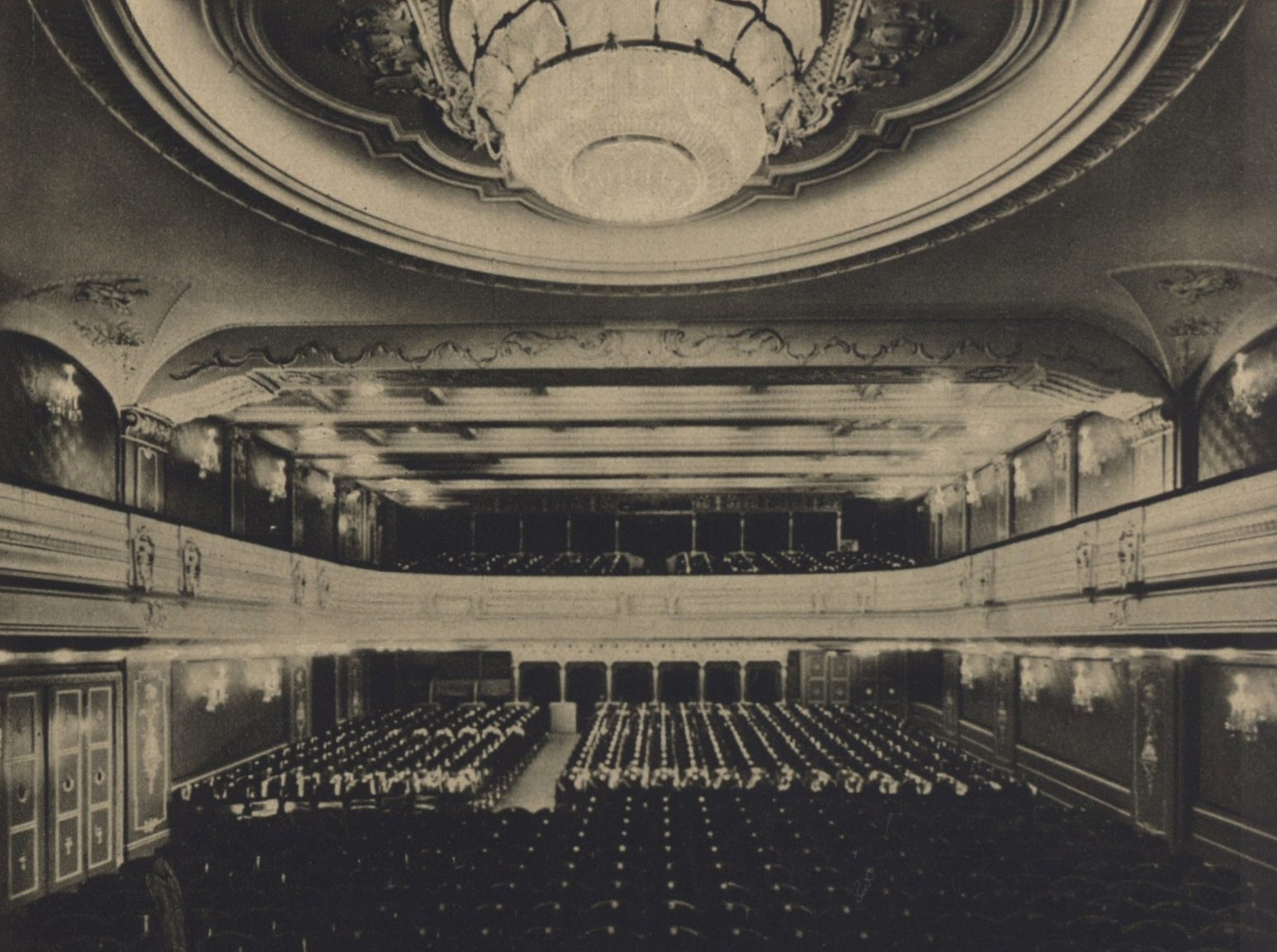
Kino Flora, Praha, 1928 (hlediště)

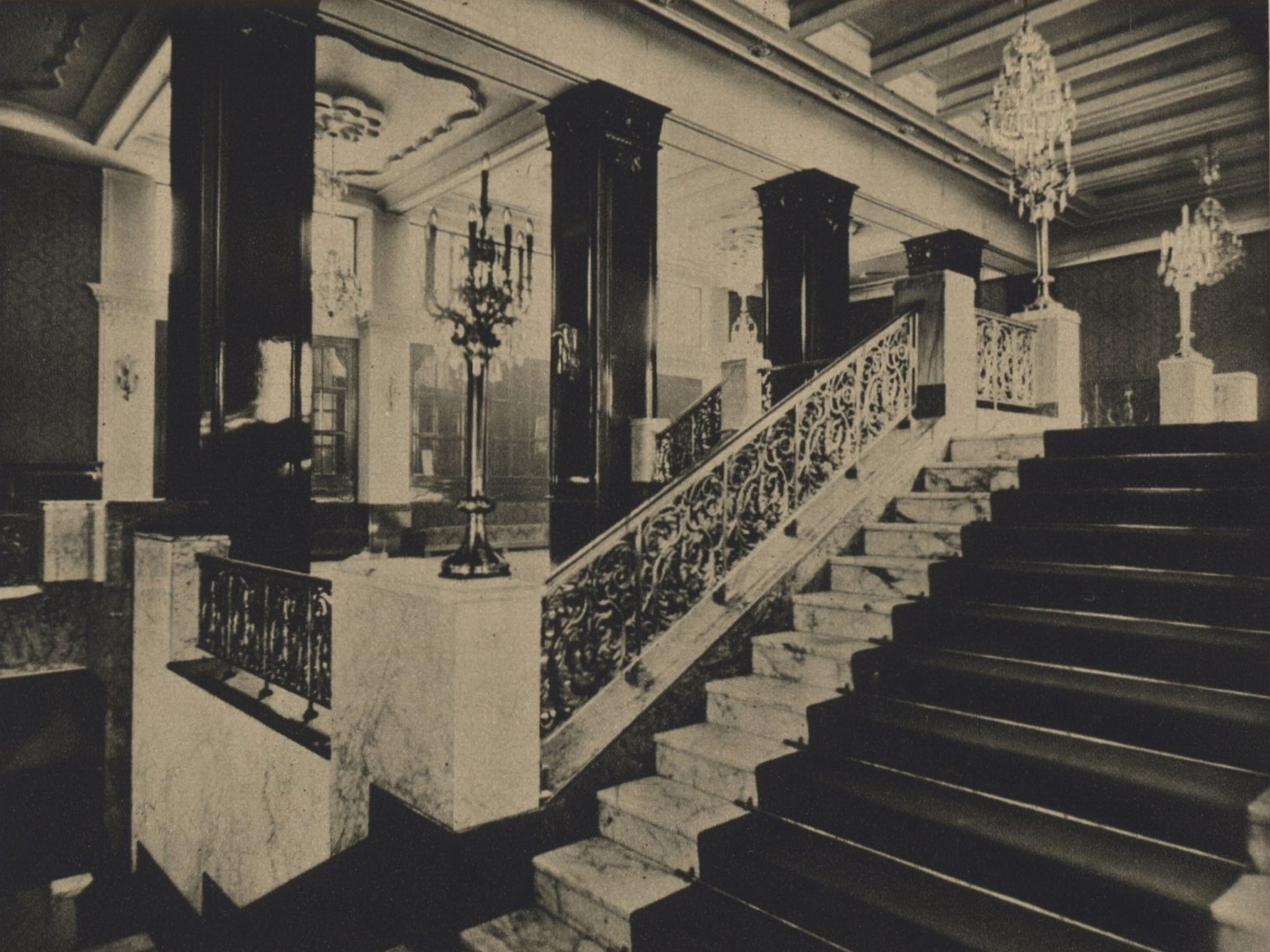
Kino Flora, Praha, 1928 (vstupní schodiště)

V době zahájení provozu (1. března 1928) bylo kino Flora největší nejen v Praze (Praha tehdy měla 80 kin), ale v celém Československu. Podle dobové zprávy byla jeho kapacita přes 1200 diváků.
Sál o rozměrech 24,3 × 14,7 m byl umístěn v podzemí paláce a vyzdoben v rokokovém stylu. Byl vybaven orchestřištěm, balkonem, šatnami, kuřárnou, bufetem a sociálním zařízením. Vstupní část zdobily (a dodnes zdobí) mramorové sochy muže a ženy v nadživotní velikosti, držící v rukou svitky filmu. Jejich autorem byl sochař Emanuel Kodet. Sochy představují akty muže a ženy rozvíjející filmový pás. Od května 1931 začalo kino promítat zvukové filmy.
Z bývalého kina se nejprve stala odbavovací hala pro styk s veřejností; po jejím přemístění je sál využíván pouze příležitostně. Lustr ve stropu byl při rekonstrukci budovy nahrazen zasklenou kupolí, která přivádí do sálu denní světlo.

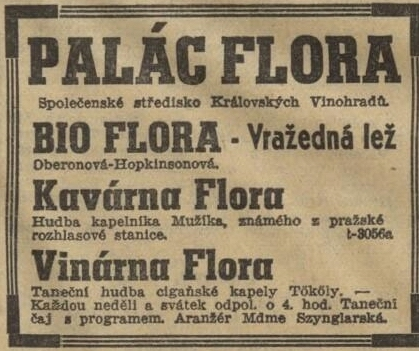
Flora Praha, inzerát 1937

### Hotel
Hotel Flora inzeroval 300 pokojů a garáže.

### Kavárna a vinárna
Kavárna v prvním patře budovy oznamovala v tisku pravidelně taneční večery a večery s programem.
Vinárna měla vchod z Vinohradské ulice. V šedesátých letech byla obnovena pod názvem U bzenecké lipky, jako součást interhotelu Flora.

## Památková ochrana
Jedná se o nemovitou kulturní památku, památkově chráněnou od 21. října 2003.

## Zajímavost
Po uzavření pražského kina Bystrica (dříve Maceška, po znovuotevření opět Bystrica, pak Illusion) v roce 1948 bylo kino Flora přejmenováno. Název Bystrica neslo až do roku 1957, kdy se vrátilo k původnímu jménu.

## Galerie

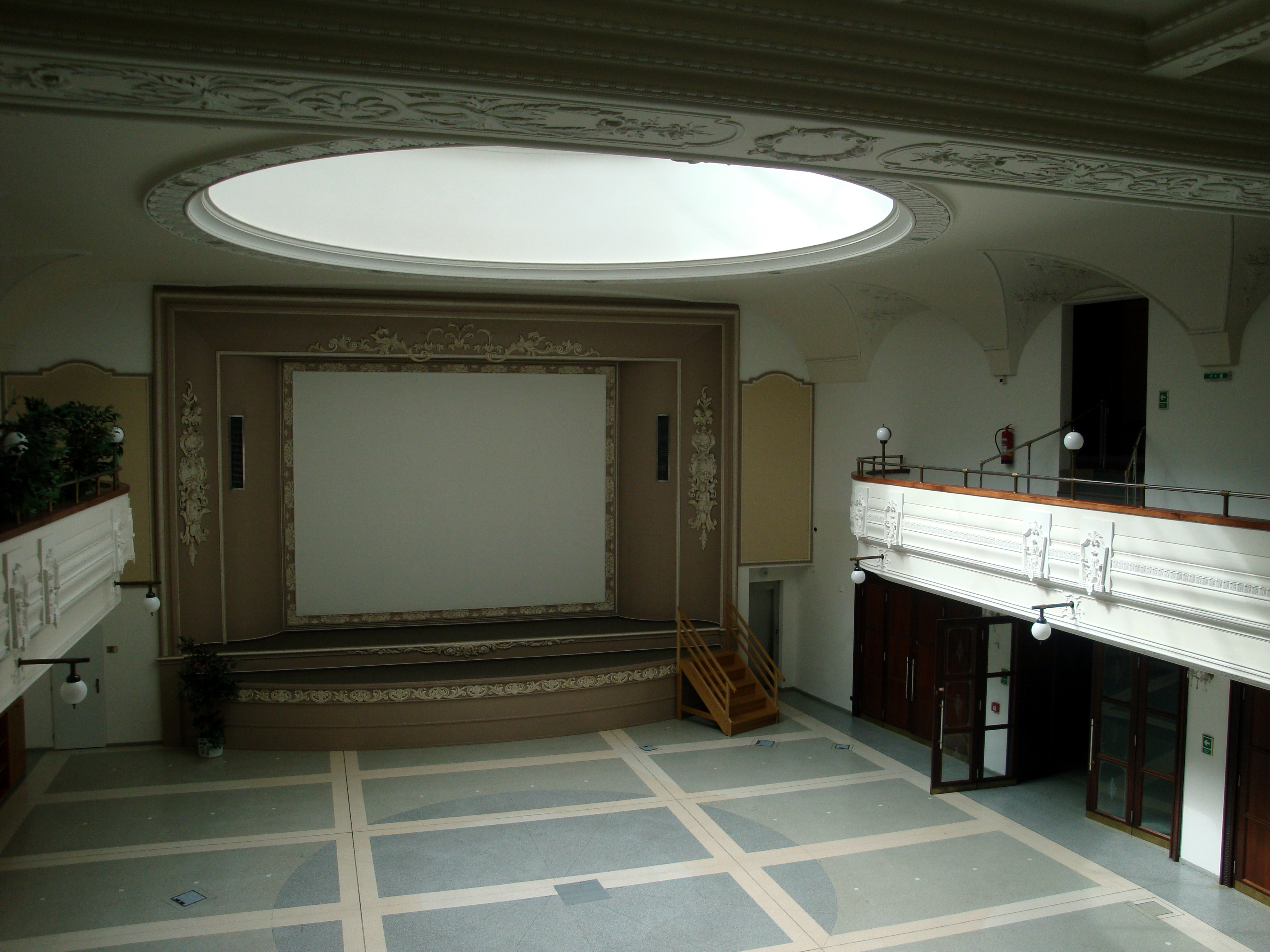
Bývalý kinosál Flora, Praha, stav 2016
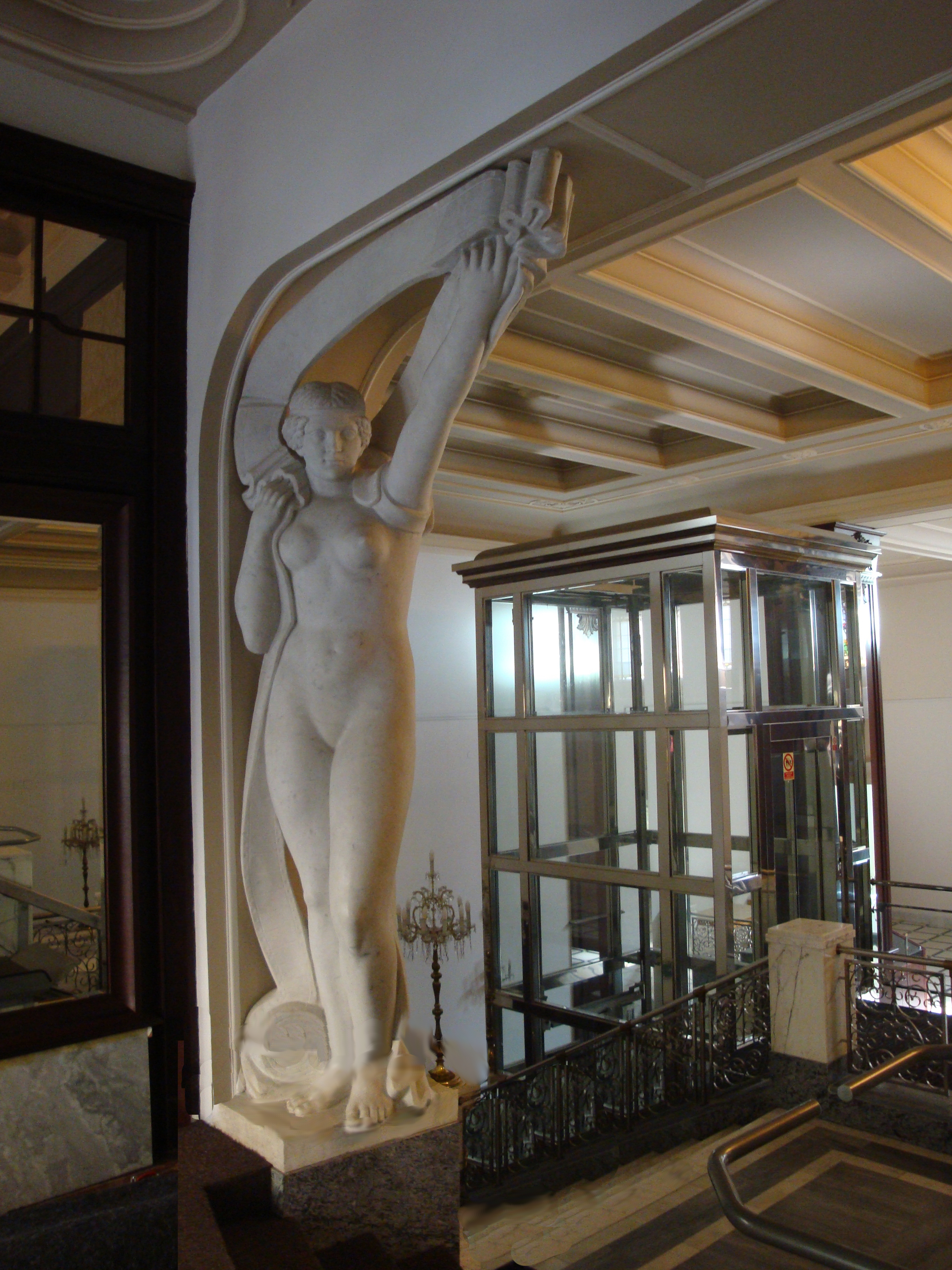
Vstup bývalého kina Flora, Praha, Emanuel Kodet, Život ve filmu (socha ženy)
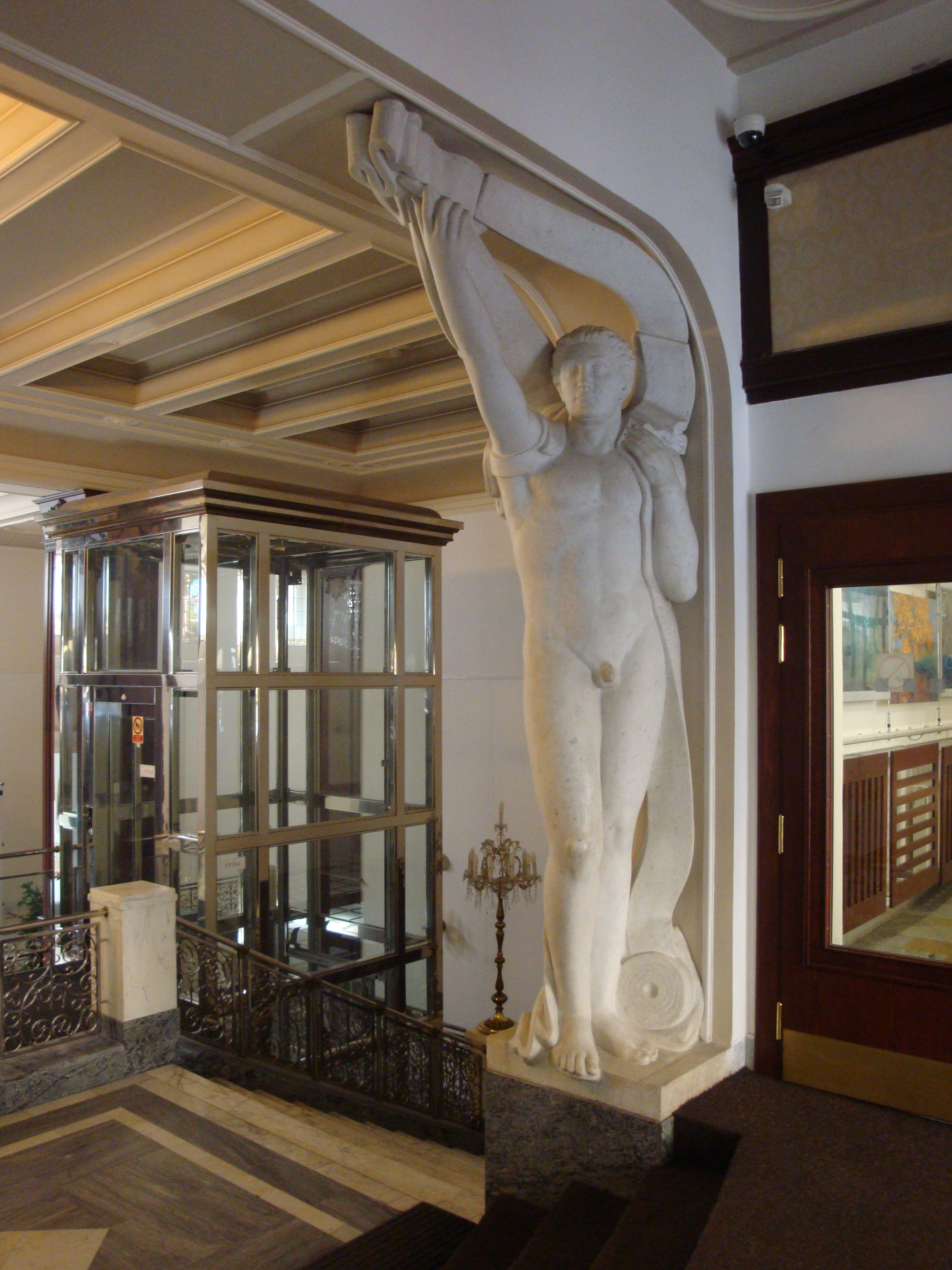
Vstup bývalého kina Flora, Praha, Emanuel Kodet, Život ve filmu (socha muže)
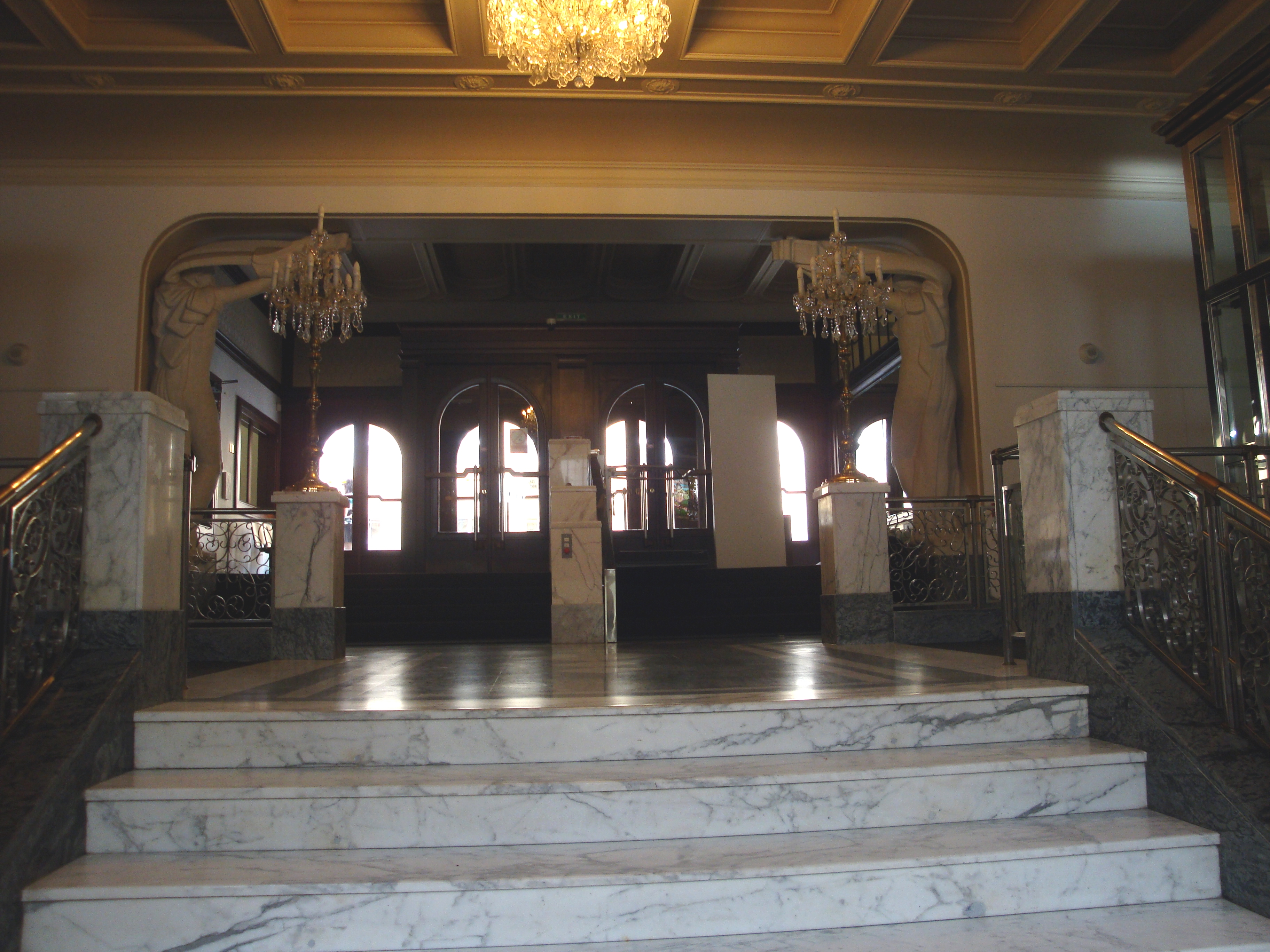
Vstupní schodiště bývalého kina Flora, Praha, stav 2016